# Jomo Kenyatta
Jomo Kenyatta (Ichaweri, danas Kenija,  20. listopada 1892. – Mombasa, 22. kolovoza 1978.), kenijski političar i borac za nezavisnost Kenije. 
Rodio se pod imenom Kamau wa Ngengi kao pripadnik plemena Kikuyu. Godine 1914. preobratio se na kršćanstvo.
Nakon smrti roditelja, pomagao je djedu koji je bio vrač. Boravio je i studirao u Londonu, gdje 1945., zajedno s Nkrumahom, osniva Panafričku federaciju (Pan African Federation). Po povratku u Keniju bio je suosnivač i predsjednik Afričkog saveza Kenije (Kenya African Union). Pod optužbom da je inspirator organizacije Mau-Mau, britanske vlasti su ga 1952. uhapsile i osudile na 7 godina zatvora. Oslobođen je 1961., te se vratio u Nairobi i postao predsjednikom Kenijske afričke nacionalne unije. Nakon ostvarenja državne samostalnosti Kenije 12. prosinca 1963. godine bio je premijer i ministar vanjskih poslova sve do proglašenja republike 12. prosinca 1964. godine. Otada je bio njezin predsjednik i premijer.

## Životopis
Rođen je u škotskoj misionarskoj školi blizu Nairobija. Bio je nahoče, a misionari su ga zvali Johnstone. Radio je kao pomoćnik u kuhinji, kao tesar i nadglednik vodova u kenijskome glavnom gradu. Priključio se središnjem udruženju Kikuya iste godine kada je osnovano, 1922., a nekoliko godina kasnije postao mu je vođa. Godine 1928. postao je izdavač novina na jeziku Kikuya, kojih je prije nemira bilo dvadesetak. 1929. otišao je u Europu i izvan domovine proveo idućih 17 godina, najviše boraveći u Londonu. Oženio se Engleskinjom s kojom je imao dijete. Studirao je na londonskome ekonomskom učilištu i postao štićenik poznatog antropologa profesora Malinovskog. Napisao je knjigu o narodnim običajima, "Facing Mount Kenya". 
Pomagao je Kwame Nkrumahu održati u Manchesteru 1945. godine Sveafrički kongres, a nekoliko puta je posjetio Sovjetski Savez studiravši antropologiju na moskovskom sveučilištu. Njegovi govori u Keniji, u koju se vratio 1946., mogli su skupiti i do 25 000 pripadnika oduševljenih afričkih masa. Zatvoren je 1952. nakon montiranog procesa. Suđenje je umjesto u Nairobiju održano u nepristupačnom selu Kapenguriji u Sjevernim pokrajinama u nekoj školi. Kenijatu i pet suradnika branio je državni odvjetnik Pritt, koji se jednom prilikom pritužio kako nije dobio ni gutljaja vode tijekom prvih četiriju tjedana. Pošto je Kapengurija bila usred šume, ljudi su morali stanovati u više od 50 km udaljenom Kajtelu. Nije bilo pravne knjižnice te se po isprave moralo ići u preko 500 km udaljen Nairobi. Prittova pošta je otvarana, a telefonski razgovori prisluškivani.
Kenijatinu žalbu na presudu u srpnju 1954. odbilo je kraljičino osobno vijeće, a osuđenikovih 12,62 ha zemlje u Kjambu je zaplijenjeno. Objavljeno je kako će nakon odsluženja zatvorske kazne morati ostati na neograničenom prisilnom boravku u Sjevernim pokrajinama. Pošto su ranih 1950-ih samo dvojica od 42 000 kenijskih bijelaca poznavala jezik Kikuya, optuženi Kenijatini suradnici koji nisu poznavali engleski nisu se mogli valjano braniti. Predlagalo se pozvati tumača s Kenijskoga vrhovnog suda u Nairobiju, no to nije bio nitko drugi nego Kenijatin brat!